# 德赖兹
德赖兹（法語：Draize，法語發音：[dʁɛz]）是法国大東部大區阿登省的一个市镇，属于勒泰勒区。

## 地理
德赖兹（49°39'26"N, 4°20'6"E）面积6.79 平方千米，位于法国大東部大區阿登省，该省份为法国北部内陆省份，西接埃纳省，南至马恩省，东临默兹省，北与比利时接壤。
与德赖兹接壤的市镇（或旧市镇、城区）包括：杜姆利-贝尼、日夫龙、瑞斯蒂讷-埃尔比尼、拉洛布、拉讷维尔-莱瓦西尼、拉罗马涅、锡尼拉拜。

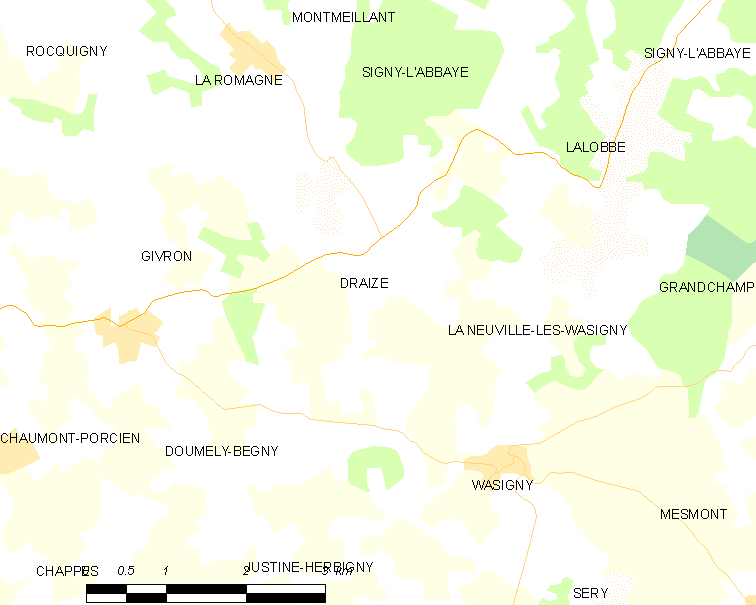
德赖兹的OSM定位图

德赖兹的时区为UTC+01:00、UTC+02:00（夏令时）。

## 行政
德赖兹的邮政编码为08220，INSEE市镇编码为08146。

## 政治
德赖兹所属的省级选区为锡尼拉拜县。

## 人口

1962-2008年间德赖兹人口变化图示

德赖兹于2022年1月1日时的人口数量为90人。